# Ozero Rybnitsa
Ozero Rybnitsa (ryska: Озеро Рыбница) är en sjö i Belarus. Den ligger i voblasten Hrodna voblast, i den västra delen av landet, 230 km väster om huvudstaden Minsk. Ozero Rybnitsa ligger 110 meter över havet. Arean är 1,9 kvadratkilometer. Den sträcker sig 2,9 kilometer i nord-sydlig riktning, och 3,2 kilometer i öst-västlig riktning.
Följande samhällen ligger vid Ozero Rybnitsa:
- Aziory (1 000 invånare)

Omgivningarna runt Ozero Rybnitsa är en mosaik av jordbruksmark och naturlig växtlighet. Runt Ozero Rybnitsa är det ganska tätbefolkat, med 139 invånare per kvadratkilometer.